# Joris Gnagnon
Joris Gnagnon (* 13. Januar 1997 in Bondy) ist ein französischer Fußballspieler. Der Innenverteidiger stand zuletzt in der Ligue 1 bei AS Saint-Étienne unter Vertrag.

## Karriere
Gnagnon wechselte 2014 in die Jugend des französischen Erstligisten Stade Rennes. Für die Profimannschaft debütierte er am 16. Januar 2016 gegen ES Troyes AC, als er zur Halbzeit eingewechselt wurde. Im Verlauf der Saison 2015/16 kam er in sechs weiteren Partien zum Einsatz. In der folgenden Saison 2016/17 kam er in den ersten zehn Spielen nicht zum Einsatz, danach stand er aber in 27 von 28 verbleibenden Spielen in der Startaufstellung. Sein erstes Ligue-1-Tor markierte er am 28. Januar 2017 gegen den Lokalrivalen FC Nantes, als er in der 86. Minute 86 den Ausgleich erzielte. In der Saison 2017/18 verpasste Gnagnon nur zwei von 38 Ligaspielen, in der er außerdem zwei Tore erzielen konnte.
Am 25. Juli 2018 wechselte Gnagnon nach Spanien zum FC Sevilla. Dort unterzeichnete der Innenverteidiger einen Fünfjahresvertrag. Beim Erstligisten konnte er sich jedoch nicht durchsetzen und kam nur in sieben Ligaspielen zum Einsatz. Deshalb kehrte er Ende August 2019 auf Leihbasis wieder zu seinem alten Verein Stade Rennes zurück. In dieser infolge der COVID-19-Pandemie abgebrochenen Saison 2019/20 bestritt er 19 von 25 möglichen Ligaspielen.
Nach Ende der Ausleihe gehörte er in der Saison 2020/21 wieder zum Kader des FC Sevilla. Im Sommer 2021 verließ er Sevilla und war bis Januar 2022 vereinslos, als er sich der AS Saint-Étienne anschloss. Im Mai 2022 trennten sich der Spieler und Saint-Étienne in gegenseitigem Einvernehmen.

## Privates
Joris Gnagnons Bruder Harlem Gnohéré ist ebenfalls professioneller Fußballspieler und steht im Moment beim rumänischen Erstligisten FCSB Bukarest unter Vertrag.